# Plus Ultra Líneas Aéreas
Plus Ultra Líneas Aéreas ist eine spanische Fluggesellschaft, die 2011 vom früheren CEO der Air Madrid, Julio Miguel Martínez Sola, gegründet wurde. 

## Geschichte und Flugziele
Im September 2014 erhielt sie die erste von zwei bestellten Airbus A340-300 (A9C-LG), die 2003 ursprünglich an die Singapore Airlines geliefert und später von Gulf Air eingesetzt wurden. Der Flugbetrieb sollte im Spätsommer 2015 mit Interkontinentalflügen nach Lateinamerika aufgenommen worden sein, wobei von den beiden Flugzeugen EC-MFA und EC-MFB Santo Domingo und Lima angeflogen wurden, dazu kam Havanna für die Cubana.

### Aktuelle Flugziele
Derzeit (Mai 2025) werden von Madrid folgende Flugziele angeflogen:
- Lima (Perú)
- Bogota (Kolumbien)
- Cartagena de Indias (Kolumbien)
- Caracas (Venezuela)
- Malabo (Äquatorialguinea)

## Flotte
Mit Stand April 2025 besteht die Flotte der Plus Ultra Líneas Aéreas aus fünf Flugzeugen mit einem Durchschnittsalter von 17,9 Jahren:
| Flugzeugtyp     | Anzahl | bestellt | Anmerkungen | Sitzplätze (Business/Eco) | Durchschnittsalter |
| --------------- | ------ | -------- | ----------- | ------------------------- | ------------------ |
| Airbus A330-200 | 5      |          |             | 299 (24/275)              | 17,9 Jahre         |
| Airbus A330-300 |        | 1        |             | - offen -                 |                    |
| Gesamt          | 5      | 1        |             |                           | 17,9 Jahre         |

### Ehemalige Flugzeugtypen
- Airbus A340-300
- Airbus A340-600
- Boeing 777-200ER